# Avon (contea)

La contea di Avon

Avon è stata una contea cerimoniale non-metropolitana nell'ovest dell'Inghilterra, esistita per un breve periodo.
La contea prendeva il nome dal fiume Avon, che attraversa la zona. Si era formata nel 1974 da parti delle contee storiche di Gloucestershire e Somerset, insieme con il Comune di Bristol, nel progetto chiamato Greater Bristol. Nel 1996, la contea fu abolita e l'area fu divisa tra quattro nuove autorità unitarie: Bath and North East Somerset, City of Bristol, North Somerset e South Gloucestershire. Il nome Avon è ancora usato per alcuni scopi. La zona aveva una popolazione di circa 1.000.000 di persone nel 2000.
Il porto di Bristol si trova vicino alla foce del fiume Avon, che costituiva il confine tra le contee storiche del Gloucestershire e del Somerset. Nel 1373 una carta costituiva l'area come la contea della città di Bristol, anche se essa ha continuato a cadere sotto la giurisdizione delle due antiche contee per alcuni scopi.
L’idea alla base della contea si dimostrò comunque valida, ispirando la successiva autorità dell’Ovest dell'Inghilterra.